# King Christian Island
King Christian Island (deutsch „König-Christian-Insel“) gehört zu den Königin-Elisabeth-Inseln im kanadischen Territorium Nunavut.

## Lage
Die Insel liegt südlich von Ellef Ringnes Island und wird von dieser durch die an ihrer schmalsten Stelle 13,5 km breite Danish Strait getrennt. King Christian Island ist 27 km lang, 14 km breit und besitzt eine Fläche von 645 km².
Die Insel wurde 1901 von Gunnar Isachsen während der von Otto Sverdrup geleiteten Zweiten Fram-Expedition entdeckt. Erst 1916 kartierte Vilhjalmur Stefansson ihre Westküste.